# Список художників, що створювали дизайн етикеток Château Mouton Rothschild
Доповнення до основної статті: Château Mouton Rothschild
Барон Філіп де Ротшильд, ще у 1924 році, запропонував ідею, щороку створювати нову винну етикетку для Шато Мутон Ротшильд, при цьому для її розробки залучати відомих художників чи скульпторів. З 1946 року це стало постійною практикою і особливістю господарства Мутон. 
Щороку різні етикетки є ще одним фактором, який впливає на ціну вина, навіть у роки, коли якість вина була значно нижчою. У зв'язку з тим, що етикетка, щороку інша, колекціонери змушені купувати вина кожен рік не зважаючи на фактор якості. Для порівняння вина інших господарств, у яких щороку однакові етикетки часто ігноруються колекціонерами, якщо рік, у який було вироблено вино характеризується невисокою якістю. 
Список митців яких було залучено до розробки етикетки з 1924 року: 
- 1924 — Жан Карлю, (фр. Jean Carlu) — французький, художник-кубіст дизайнер плакатів. На прохання Філіпа де Ротшильда художник-кубіст Жан Карлю створює першу у XX столітті етикетку для Шато Мутон-Ротшильд, на якій зобразив голову барана (овна) (назва господарства перекладається з французької як «баран»), символічне зображення замку з синіми вікнами і стріли.
- 1945 — Філіп Жулліан, (фр. Philippe Jullian) — французький письменник, світський хронікер, колекціонер, художник-графік, книжковий ілюстратор. Варіант етикетки розроблений на честь перемоги у Другій світовій війні. Являв собою Букву «V», оточену лавровим вінком і виноградною лозою. Всередині букви «V» розміщено напис «Annee de la Victoire».
- 1946 — Жан Гюго, (фр. Jean Hugo) — художник, ілюстратор, театральний декоратор і письменник.
- 1947 — Жан Кокто, (фр. Jean Cocteau) — французький письменник, художник і режисер, який передбачив появу сюрреалізму. Для етикетки 1947 року Кокто створив малюнок фавна із золотим гроном винограду у руці.
- 1948 — Марі Лорансен, (фр. Marie Laurencin) — французький художник і гравер.
- 1949 — Андре Дінімон, (фр. André Dignimont) — французький художник, ілюстратор та гравер.
- 1950 — Жорж Арнульф — французький художник.
- 1951 — Марсель Вертес, (Marcel Vertès) — французький художник, гравер. Французький художник угорського походження зобразив на етикетці закоханого пастуха з подругою на фоні стада овець, що пасуться.
- 1952 — Леонор Фіні, (Leonor Fini) — художник, сюрреаліст.
- 1953 — Мініатюра із зображенням барона Натаніеля де Ротишльда (Baron Nathaniel de Rotschild, 1812-1870) до сторіччя придбання господарства (11 травня 1853).
- 1954 — Жан Карзу, (фр. Jean Carzou) — французький художник, живописець, графік, сценограф, книжковий ілюстратор.
- 1955 — Жорж Брак, (фр. Georges Braque) — французький художник, графік, сценограф, скульптор і декоратор. До 1955 року Жорж Брак відійшов від кубізму. На етикетці він кількома простими лініями намітив контур столу, гроно винограду і келих з вином. Лише червоний колір вина і винограду пожвавлюють цю просту композицію.
- 1956 — Павло Челіщев, (рос. Павел Фёдорович Челищев) — російський художник, засновник містичного сюрреалізму за 9 років до появи цього напряму у Сальвадора Далі.
- 1957 — Андре Массон, (фр. André Masson) — французький живописець, і графік.
- 1958 — Сальвадор Далі, (ісп. alvador Domènec Felip Jacint Dalí i Domènech, Marqués de Dalí de Púbol) однією неперервною лінією намалював лежачого баранчика, поруч із ним таку ж просту квітку з декількох штрихів.
- 1959 — Річард Ліппольд, (англ. Richard Lippold) — американський скульптор.
- 1960 — Жак Війон, (фр. Jacques Villon) — французький художник і графік.
- 1961 — Жорж Матьє, (фр. Georges Mathieu) — французький художник.
- 1962 — Роберто Себастьян Матта, (ісп. Roberto Sebastian Antonio Matta Echaurren) — видатний чилійський художник-сюрреаліст, скульптор, архітектор і графік, друг і однодумець Сальвадора Далі, лідер латиноамериканського арт-авангарду.
- 1963 — Бернар Дюфур, (фр. Bernard Dufour) — французький художник.
- 1964 — Генрі Мур, (англ. Henry Spencer Moore) — британський художник і скульптор.
- 1965 — Доротея Таннінг, (англ. Dorothea Tanning) — американський живописець, графік, скульптор і письменник. Створила етикетку, де баранці танцюють з гронами винограду. Цей сюжет нагадує «Танець» Матісса.
- 1966 — П'єр Алешинський, (фр. Pierre Alechinsky) — бельгійський живописець, графік.
- 1967 — Сезар Бальдаччіні, (фр. César Baldaccini) — французький скульптор.
- 1968 — Бона Тібертеллі.
- 1969 — Жуан Міро, (кат. Joan Miró i Ferrà) — каталонський художник, скульптор та графік. Один з найвідоміших митців-сюрреалістів.
- 1970 — Марк Шагал, (фр. Marc Chagall) — білоруський і французький художник-сюрреаліст та графік.
- 1971 — Василь Кандінський, (рос. Василий Васильевич Кандинский) — російський художник, графік та теоретик мистецтва. Перший абстракціоніст.
- 1972 — Серж Поляков, (фр. Serge Poliakoff) — французький живописець, графік, кераміст; виходець з Росії.
- 1973 — Пабло Пікассо, (ісп. Pablo Picasso) — етикетка вшановує пам'ять Пікассо (помер 8 квітня того ж року).
- 1974 — Роберт Мазервелл, (англ. Robert Motherwell) — американський художник та колажист, представник абстрактного експресіонізму.
- 1975 — Енді Воргол, (англ. Andy Warhol, укр. Андрій Вархола) — американський художник українського (лемківського) походження, засновник художньої школи поп-арту (англ. pop art).
- 1976 — П'єр Сулаж, (фр. Pierre Soulages) — французький художник-абстракціоніст.
- 1977 — на честь відвідування господарства у квітні місяці Її Величністю  Англійської Королевою Матір'ю: «Tribute to Her Majesty Queen Elizabeth, the Queen Mother».
- 1978 — Жан-Поль Ріопель, (фр. Jean-Paul Riopelle) — один із виняткових випадків, коли було розроблено дві етикетки. Обидва зразки етикеток було прийнято і випущені пляшки вина було розділено порівну, перша половина отримала перший зразок, друга — другий.
- 1979 — Хісао Домото, (Hisao Domoto).
- 1980 — Ганс Гартунг, (нім. Hans Hartung) — французький художник Паризької школи, виходець з Німеччини.
- 1981 — Арман, (фр. Arman Fernandez) — французький і американський художник, колекціонер, один із засновників нового реалізму.
- 1982 — Джон Х'юстон, (англ. John Huston).
- 1983 — Сол Стейнберг, (Saul Steinberg) — румунський та американський карикатурист та ілюстратор.
- 1984 — Агам, (Yaacov Agam) — ізраїльський скульптор.
- 1985 — Поль Дельво, (фр. Paul Delvaux) — бельгійський живописець, представник сюрреалізму.
- 1986 — Бернар Сежурне, (Bernard Séjourné).
- 1987 — Ганс Ерні, (Hans Erni) — швейцарський художник, дизайнер і скульптор.
- 1988 — Кіт Харінг, (англ. Keith Haring) — американський художник, скульптор і громадський діяч.
- 1989 — Георг Базеліц, (нім. Georg Baselitz) — німецький живописець, графік і скульптор.
- 1990 — Френсіс Бекон, (англ. Francis Bacon) — англійський художник-експресіоніст.
- 1991 — Сецуко, (Setsuko Migishi).
- 1992 — Пер Кіркебі, (Per Kirkeby) — сучасний данський художник, скульптор, письменник і архітектор.
- 1993 — Бальтюс, (Balthazar Klossowski de Rola) — французький художник польського походження. Із роботою  Бальтюса пов'язаний скандал. На етикетці він зобразив оголену дівчину-підлітка, що викликало протест і заборону такої етикетки у США. У результаті обмеженим тиражем, для ринку США було віддруковано етикетку без малюнка.
- 1994 — Карел Аппел, (нід. Karel Appel) — нідерландський живописець, скульптор, графік, художник прикладного мистецтва.
- 1995 — Антоні Тапіес, (кат. Antoni Tàpies) — каталонський живописець, графік, скульптор і ілюстратор, один із найвизначніших майстрів світового мистецтва другої половини XX століття.
- 1996 — Гу Ган, (Gu Gan).
- 1997 — Нікі де Сен Фаль, (Niki de Saint Phalle) — французько-американська скульпторка.
- 1998 — Руфіно Тамайо, (ісп. Rufino Tamayo) — мексиканський художник-модерніст, представник муралізму.
- 1999 — Раймон Савіньяк, (фр. Raymond Savignac) — французький художник, графік.
- 2000 — Рік другого тисячоліття (фр. Bouteille 2000). Пляшка була випущена без етикетки, замість неї, золотою емаллю було нанесено основні елементи та малюнок Аугсбурзького барана «Augsburg Ram», що символізує господарство.
- 2001 — Роберт Вілсон, (англ. Robert Wilson) — американський театральний і оперний режисер, художник, драматург та сценограф, один з найбільших представників театрального авангарду кінця ХХ - початку XXI століття.
- 2002 — Ілля Кабаков — відомий російський та американський художник, одна з найзначніших фігур московського концептуалізму.
- 2003 — Фотографія з зображенням барона Натаніеля де Ротишльда (Baron Nathaniel de Rotschild, 1812-1870) до 150-річчя придбання господарства (11 травня 1853 року).
- 2004 — Його Королівська Високість Принц Уельський Чарльз (His Royal Highnest Charles The Prince of Wales).
- 2005 — Джузеппе Пеноне, (італ. Guiseppe Penone) — італійський скульптор і художник.
- 2006 — Луціан Фройд, (Lucian Freud) — відомий британський художник німецько-єврейського походження.
- 2007 — Бернар Вене, (Bernar Venet) — скульптор французького походження.
- 2008 — Ксю Лей, (Xu Lei).